# Образцов, Владимир Николаевич (УВД)
Образцов Владимир Николаевич (род. 15 августа 1935, Омская область, РСФСР, СССР — 26 ноября 2000, Омск, Россия) — советский и российский руководитель партийных органов разного уровня и видный деятель органов внутренних дел, генерал-майор милиции. Начальник УВД Омского облисполкома в 1984–1991 годах.

## Биография
Владимир Николаевич Образцов родился 15 августа 1935 года в Омской области, РСФСР, СССР. Окончил юридический факультет Омского государственного университета. С 1956 по 1958 год проходил службу в рядах Советской армии.
С 1961 по 1984 год работал в комсомольских, партийных и советских органах: был первым секретарём Советского райкома ВЛКСМ, вторым секретарём Советского райкома КПСС, председателем Советского райисполкома, заместителем председателя Омского горисполкома, секретарём горкома КПСС, заведующим отделом административных органов Омского обкома партии.
В марте 1984 года решением бюро Омского Обкома КПСС был направлен на работу в органы внутренних дел — назначен начальником УВД Омского облисполкома. Имея солидный теоретический и управленческий опыт, последовательно проводил курс на укрепление взаимодействия органов внутренних дел с трудовыми коллективами и населением.
По его инициативе была разработана и реализована программа социального развития, позволившая решить жилищные и медицинские вопросы сотрудников УВД. Под его руководством УВД Омской области достигло высоких результатов в борьбе с преступностью, обеспечении правопорядка и кадровой политике.
За успешную деятельность и воспитание личного состава УВД было признано победителем всесоюзного соревнования, посвящённого 70-летию советской милиции, и награждено переходящим Красным знаменем МВД СССР, оставленным на вечное хранение в Омске. Омская область в период его руководства относилась к регионам с устойчивой криминогенной ситуацией, а сам Образцов был избран членом коллегии МВД СССР как руководитель одного из базовых управлений системы МВД.
После выхода в отставку в начале 1990-х годов занимался общественной деятельностью. Скончался 26 ноября 2000 года в городе Омске.

## Награды
- Медаль «За трудовое отличие»
- Медаль «За доблестный труд»
- Медаль «За отличную службу по охране общественного порядка»
- Знак «50 лет Сов. милиции»